# 边界湾

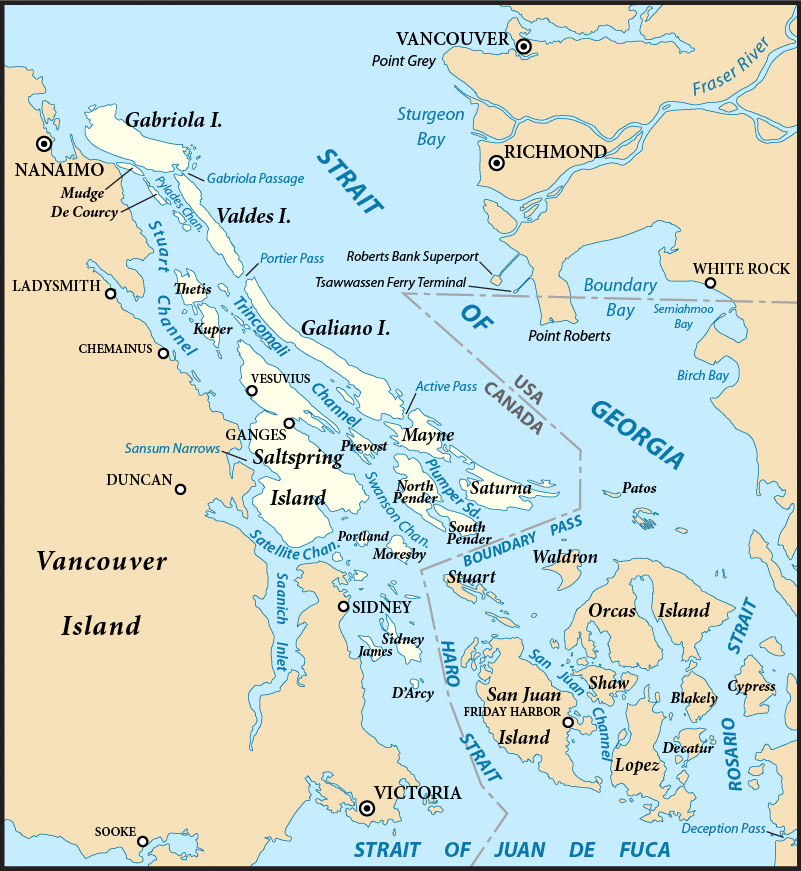
边界湾及周边地区的地图，其中可以看出加拿大不列颠哥伦比亚省白石市。

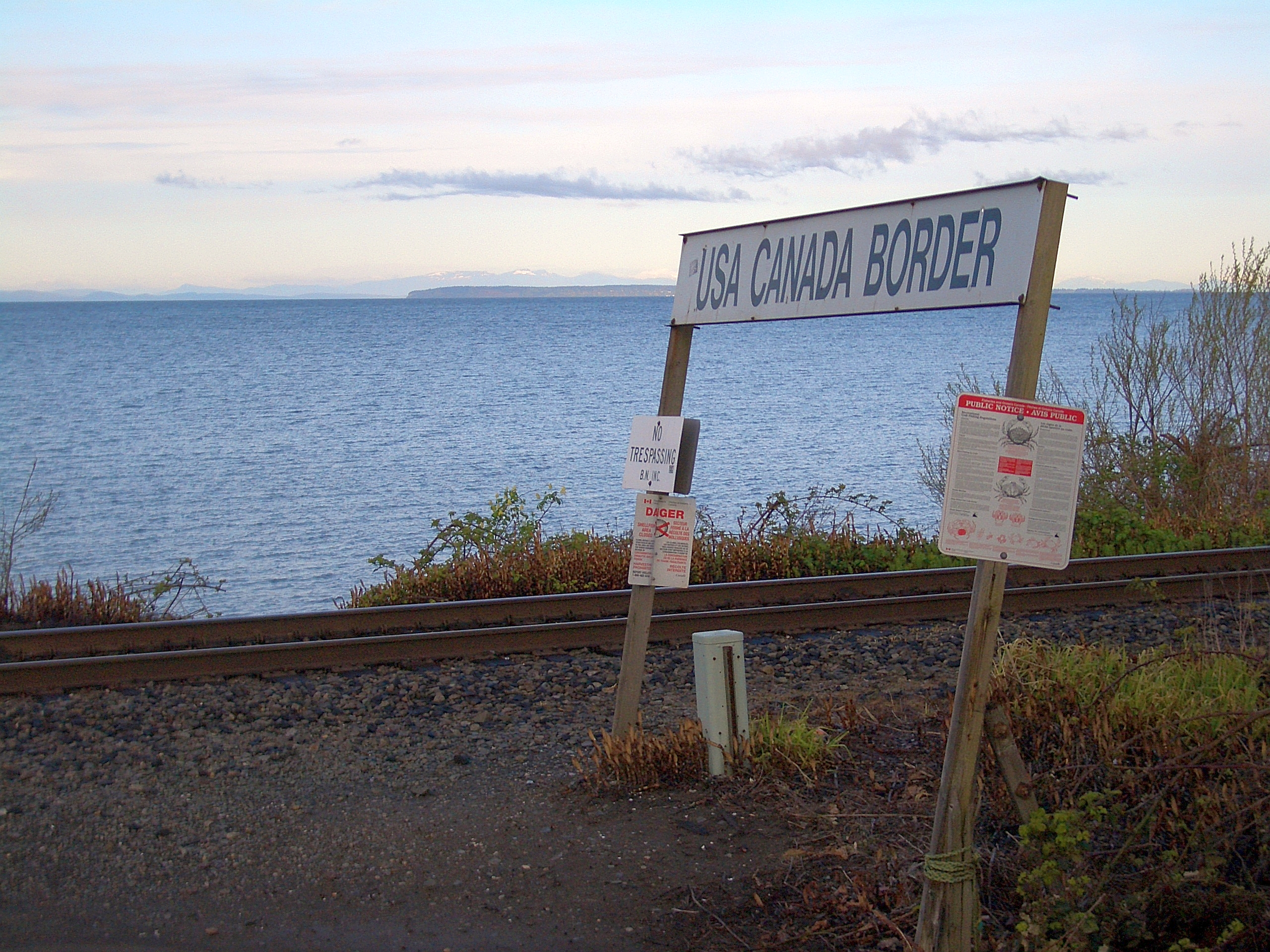
从位于美加边界的和平拱门国际公园望边界湾。（上图英文大字的汉语翻译是“美国—加拿大边界”）近处的是跨越美加边界的铁路线，远处地平线处是美国华盛顿州罗伯茨角。

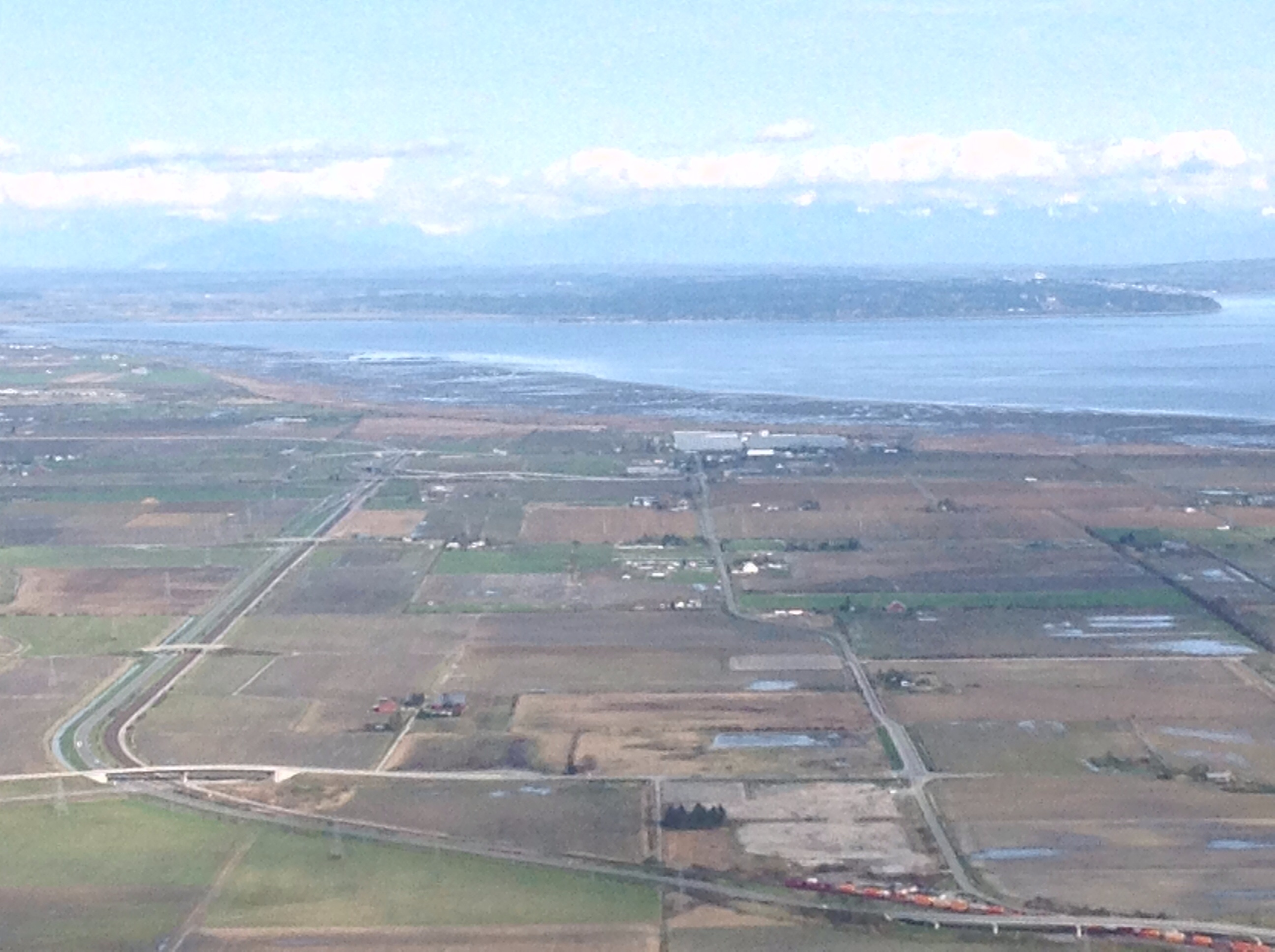
从空中看边界湾西海岸。

边界湾位于北美洲太平洋沿岸的美加边界，一边是美国华盛顿州，一边是加拿大不列颠哥伦比亚省。北海岸是加拿大不列颠哥伦比亚省三角洲地方行政区。西海岸是美国罗伯茨角和加拿大三角洲地方行政区。三角洲地方行政区的Beach Grove社区和边界湾社区位于三角洲地方行政区西部，三角洲地方行政区北部是郊区。边界湾东海岸是加拿大素里市的Crescent Beach和素里海洋公园。边界湾东南部是加拿大白石市、加拿大Semiahmoo First Nation、美国华盛顿州布雷恩市。

边界湾东部并列着美加边界双子城——美国华盛顿州布雷恩市和加拿大白石市，其中的美国华盛顿州布雷恩市设有Drayton港这一开放港口。边界湾北部包含马德湾。

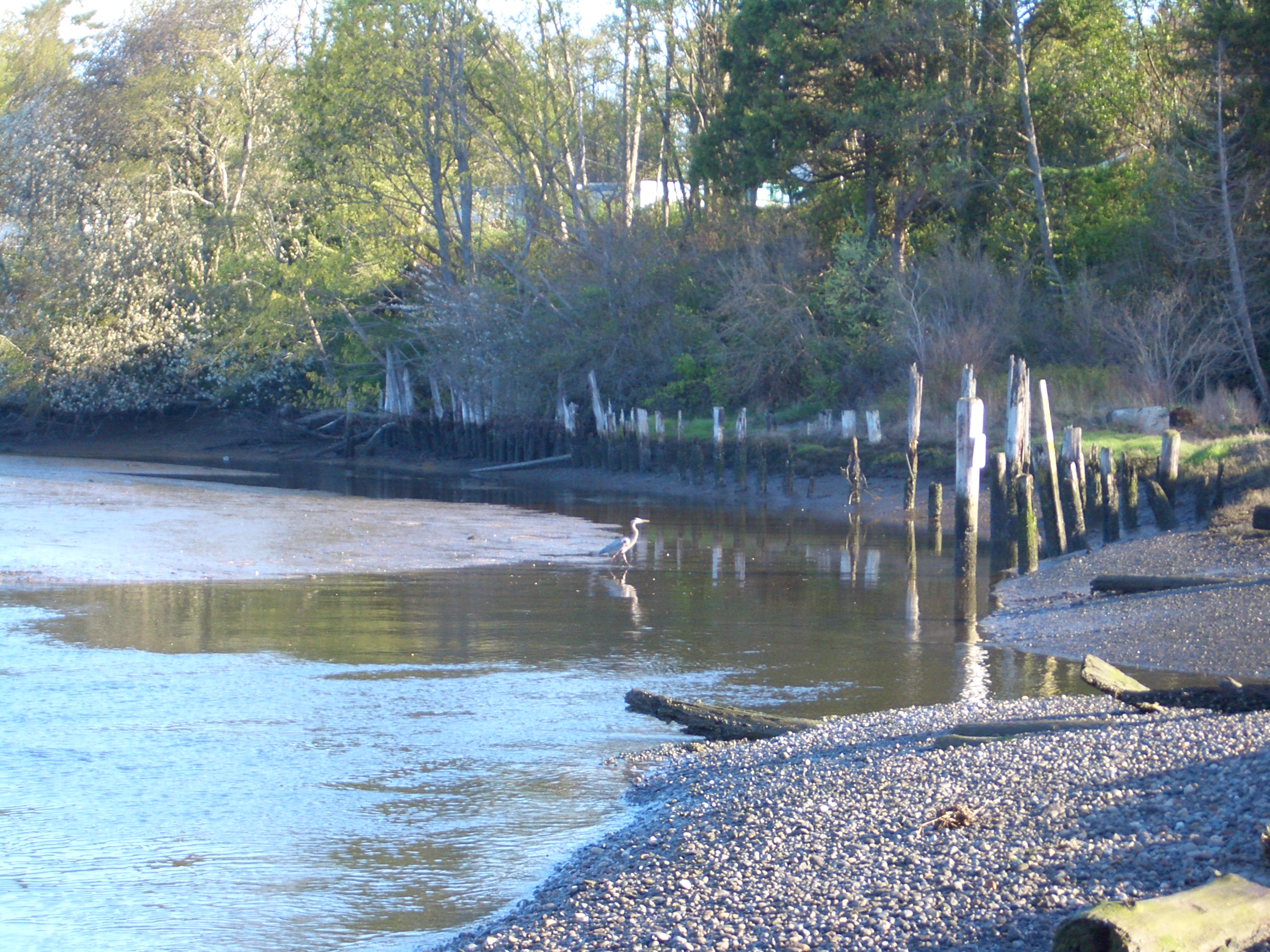
一只鹭鸟在边界湾加拿大一侧的坎贝尔河河口涉水。

该地区的娱乐活动包括游船、公园、海滩等。包括工业污染在内的多重污染威胁着该地区的自然环境。边界湾机场位于边界湾北岸加拿大一侧，主要用于小型飞机起降和影视拍摄。

## 汇入边界湾及周边海域的河流
汇入边界湾最主要的河流是尼科梅克尔河及汇入马德湾的瑟彭泰恩河。Campbell河汇入Semiahmoo湾，加利福尼亚溪（California Creek）和达科他溪（Dakota Creek）汇入 Drayton港。

## 边界湾的候鸟
边界湾是太平洋候鸟路线中重要的一站，特别是对于西滨鹬和黑腹滨鹬而言，这两种鸟类同时受到美国的西半球涉禽保护网络（Western Hemisphere Shorebird Reserve Network）和加拿大的重点鸟区两国的自然保护项目的保护。该地区的潮滩盐沼上生长有大量的大叶藻属植物，这一属的植物为海洋无脊椎动物提供了充足的食料，这些无脊椎动物又成为候鸟的食物来源。在候鸟迁徙期内，边界湾内的鸟类总数可能超过100,000只。

## 扩展阅读
- 不列颠哥伦比亚省
- 华盛顿州
- 罗伯茨角
- 白石 (不列颠哥伦比亚省)
- 边界湾机场

## 外部連結
- YouTube视频《Centennial Beach, Tsawwassen in 1958》 （页面存档备份，存于）
- BOUNDARY BAY PHOTOGRAPH GALLERY （页面存档备份，存于）（中文译名：边界湾图片长廊）
- Friends of Semiahmoo Bay Society （页面存档备份，存于）